# De Valom (Friesland)
De Valom (officieel, Fries: De Falom, [dəfɔ’lom]) is een dorp in de gemeente Dantumadeel, in de Nederlandse provincie Friesland. Het ligt ten zuiden van Dokkum, tussen Broeksterwoude en Kuikhorne.
In 2023 kende het dorp 240 inwoners. Sinds 2009 is de Friese naam de officiële. Waar voorheen op de plaats- en straatnaamborden zowel de Friese als de Nederlandse namen werden vermeld, wordt alleen nog de officiële Friese naam vermeld.

## Geschiedenis
De Valom is in de 16e eeuw ontstaan als veenkolonie, een nederzetting voor veenarbeiders. Er werd een vaart, de Valomstervaart, gegraven om het afgegraven turf af te voeren. De vaart diende tevens om overtollig water af te voeren. Om tegen te gaan dat er zout water, dat in het gebied dat zich ten oosten van De Valom bevond, door deze vaart in de grond zou doordringen werden er plannen gemaakt om een sluis in de vaart te maken. Wegens geldgebrek kwam deze er niet, wel werd er een overtoom oftewel een valom aangelegd: een constructie om een schip over land van de ene vaarweg in de andere te trekken. Zo werd het zoete en het zoute water gescheiden gehouden. Hieraan dankt De Valom zijn naam. Overigens wordt door naamkundigen de juistheid van deze verklaring betwist.
Van 1880 tot 1947 had De Valom een halte aan de tramlijn Dokkum-Veenwouden.
Sinds 1964 is De Valom een zelfstandig dorp, daarvoor was het een buurtschap van het voormalige dorp Murmerwoude. Zeker een gedeelte viel vroeger onder Dantumawoude.
Dorpen: Broeksterwoude · Damwoude · De Valom · Zwaagwesteinde · Driesum · Rinsumageest · Roodkerk · Sijbrandahuis · Veenwouden · Veenwoudsterwal (deels) · Wouterswoude 

Buurtschappen: Kuikhorne (deels) · Oostwoud

Voormalige dorpen: Akkerwoude · Dantumawoude · Murmerwoude

Friesland: Steden en dorpen      Nederland: Provincies · Gemeenten